# خورخي ديلجادو
خورخي ديلجادو (بالإسبانية: Jorge Luis Delgado Rueda) (30 سبتمبر 1975 بمونتفيدو في الأوروغواي - ) هو لاعب كرة قدم أوروغواني في مركز الهجوم. لعب مع إيفرتون دي فينا ديل مار وراسينغ فيرول ومونتيفيديو واندررز ونادي النصر ونادي إلتشي وناسيونال مونتيفيديو ونومانسيا وديبورتيفو كولونيا ونادي ليفربول (مونتفيدو) وClub Aurora ‏ وLa Luz F.C. ‏ وديبورتيفو كوينكا ونادي سيرو.